# Cinara formosana
Cinara formosana är en insektsart som först beskrevs av Takahashi, R. 1924.  Cinara formosana ingår i släktet Cinara och familjen långrörsbladlöss. Inga underarter finns listade i Catalogue of Life.